# Drago Marin Cherina
Drago Marin Cherina est un sculpteur croate, naturalisé australien, né en 1949 sur l'île en mer Adriatique de Korčula, à l'époque en Yougoslavie.

## Biographie
Drago Cherina est né sur l'île adriatique de Korčula, aujourd'hui en Croatie. Il émigre en Grande-Bretagne, où il devient l'assistant du sculpteur Henry Moore.
Il part pour l'Australie en 1975 pour sculpter un buste du Premier ministre, Gough Whitlam : il aime son séjour et obtient d'être naturalisé avec l'aide du cabinet de Whitlam.
Il s'est depuis établi à Taïwan.

## Œuvre
Les œuvres remarquables de Cherina incluent The Mathy, une statuette en bronze qui a été récompensée du prix annuel accordé par l'IFAC Australian Singing Competition, et un buste d'Alexandre Soljenitsyne qui se trouve dans les locaux de la Bibliothèque nationale d'Australie.
Une sculpture en bronze de la violoncelliste britannique, Jacqueline du Pré, a été mise en place en septembre 2018 dans un parc de Kensington (en), près de Sydney.
Un buste du Mahatma Gandhi se trouve dans le parc central de la Nouvelle Ville (en) à Shanghai.
Une sculpture abstraite de six mètres de haut et de six tonnes, représentant son maître, le sculpteur prolifique Henry Moore, se trouve dans le parc Banjo Paterson Bush de Yeoval (en), en Nouvelle-Galles du Sud,.

Statue de bronze de la violoncelliste Jacqueline du Pré à Kensington en Australie (2018)
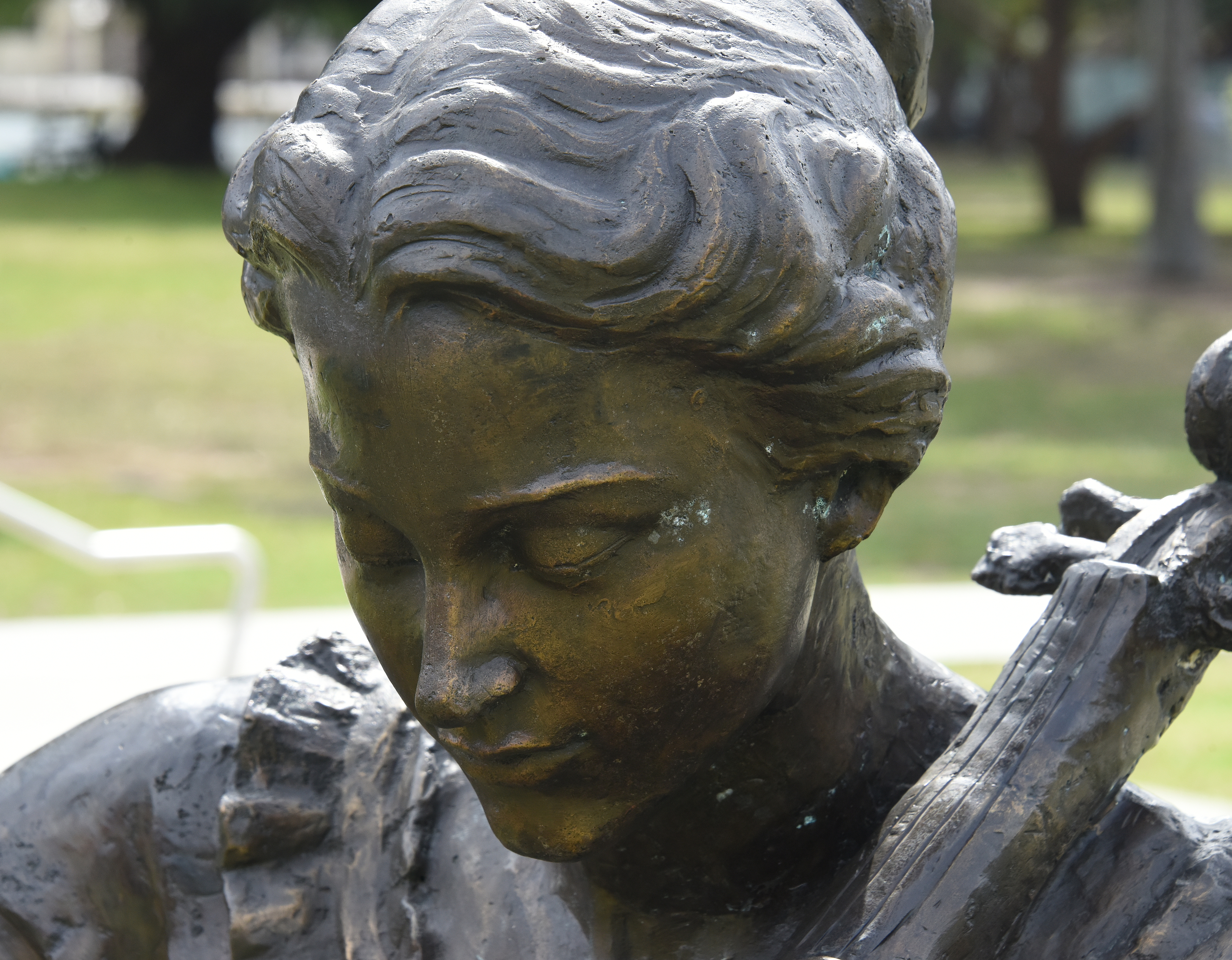
Statue de Jacqueline du Pré à Kensington (en), près de Sydney, Australie. Gros plan sur le visage
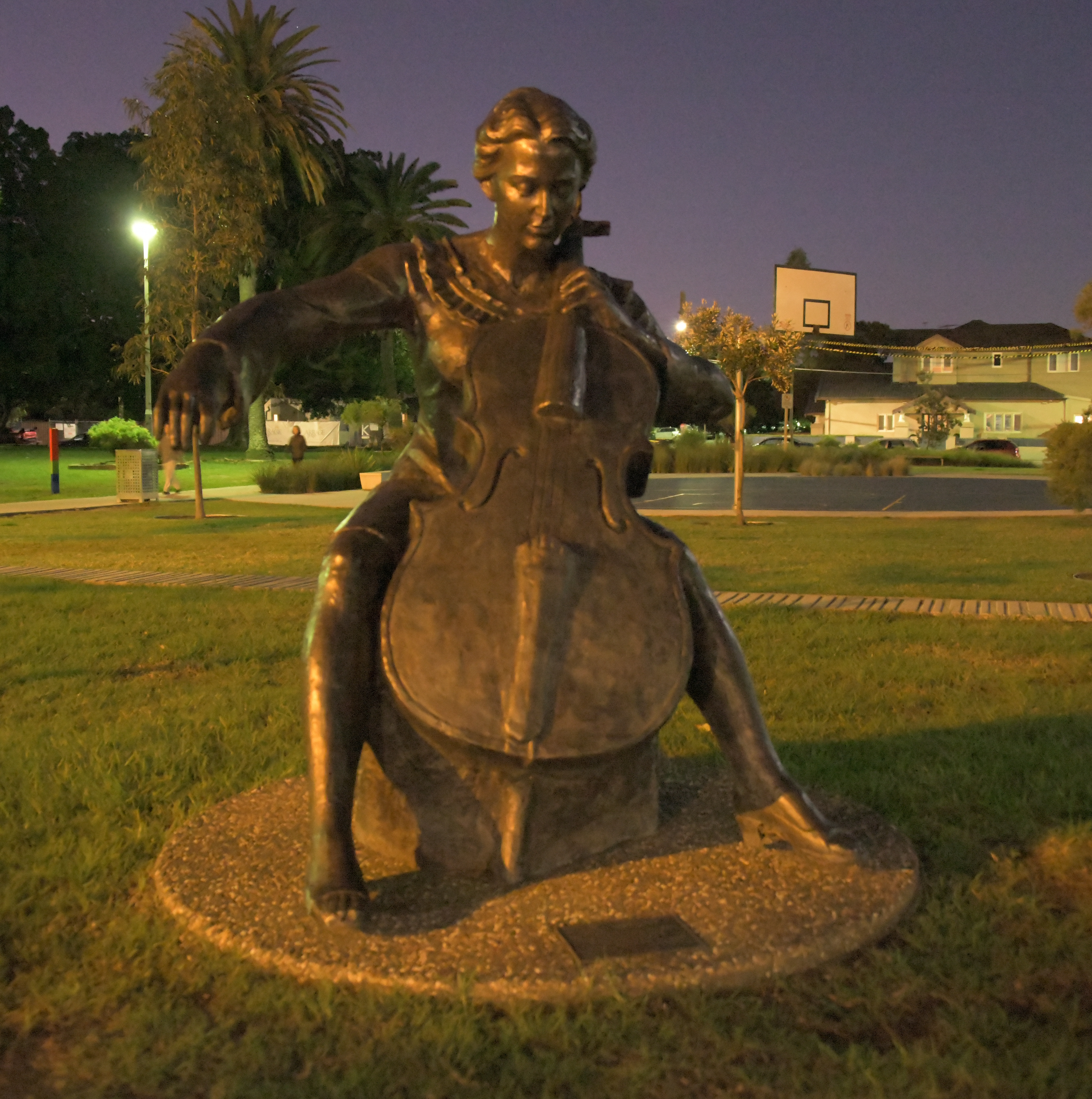
Vue de l'œuvre dans sa totalité : la violoncelliste à son instrument.
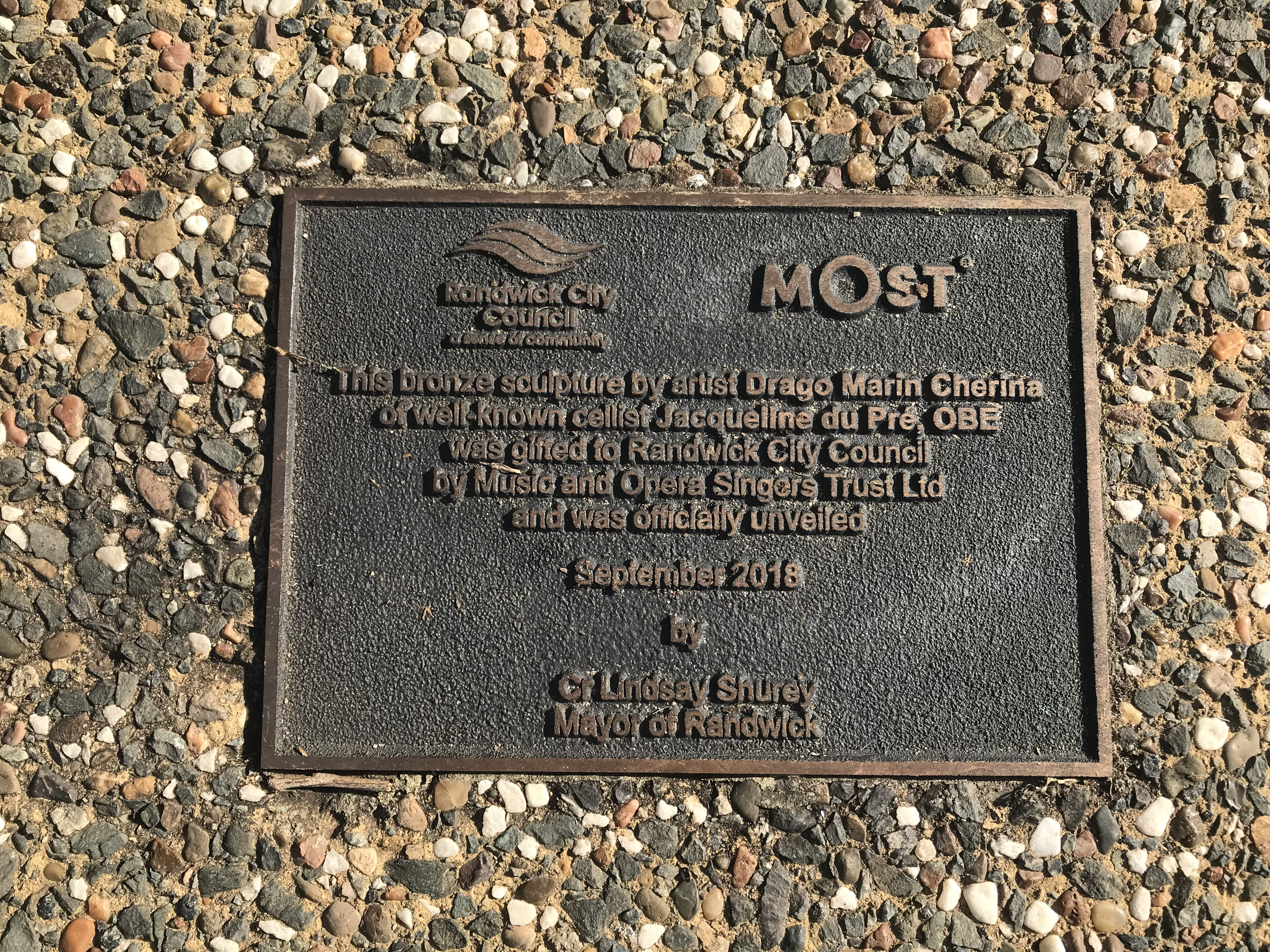
Plaque rendant hommage à Jacqueline du Pré, avec les noms du sculpteur et de l'association donatrice.